# Павловец, Валерий Петрович
Вале́рий Петро́вич Павлове́ц (бел. Валерый Пятровіч Паўлавец; род. 25 сентября 1970, Борисов, Минская область) — белорусский футболист, защитник. Отец футболиста Александра Павловца.

## Карьера
Воспитанник борисовской ДЮСШ-2, первый тренер — Юрий Леонидович Ржеутский. Начинал карьеру в местной «Березине» (позднее «Фомальгаут»). Летом 1996 года перешёл в БАТЭ, с которым за полтора сезона проделал путь от третьей лиги до элитного дивизиона. В 1998 году выступал на правах аренды за гродненский «Белкард», после чего покинул борисовский клуб.
В 1999 году оказался в «Молодечно», в составе которого провёл в высшей лиге 16 матчей, забил один гол — 7 июля в ворота «Белшины». Впоследствии выступал за команды первой лиги — жодинское «Торпедо» (2000) и могилёвское «Торпедо-Кадино» (2001—2002). Завершил карьеру игрока в «Барановичах» в 2003 году.